# Francesco di Giorgio

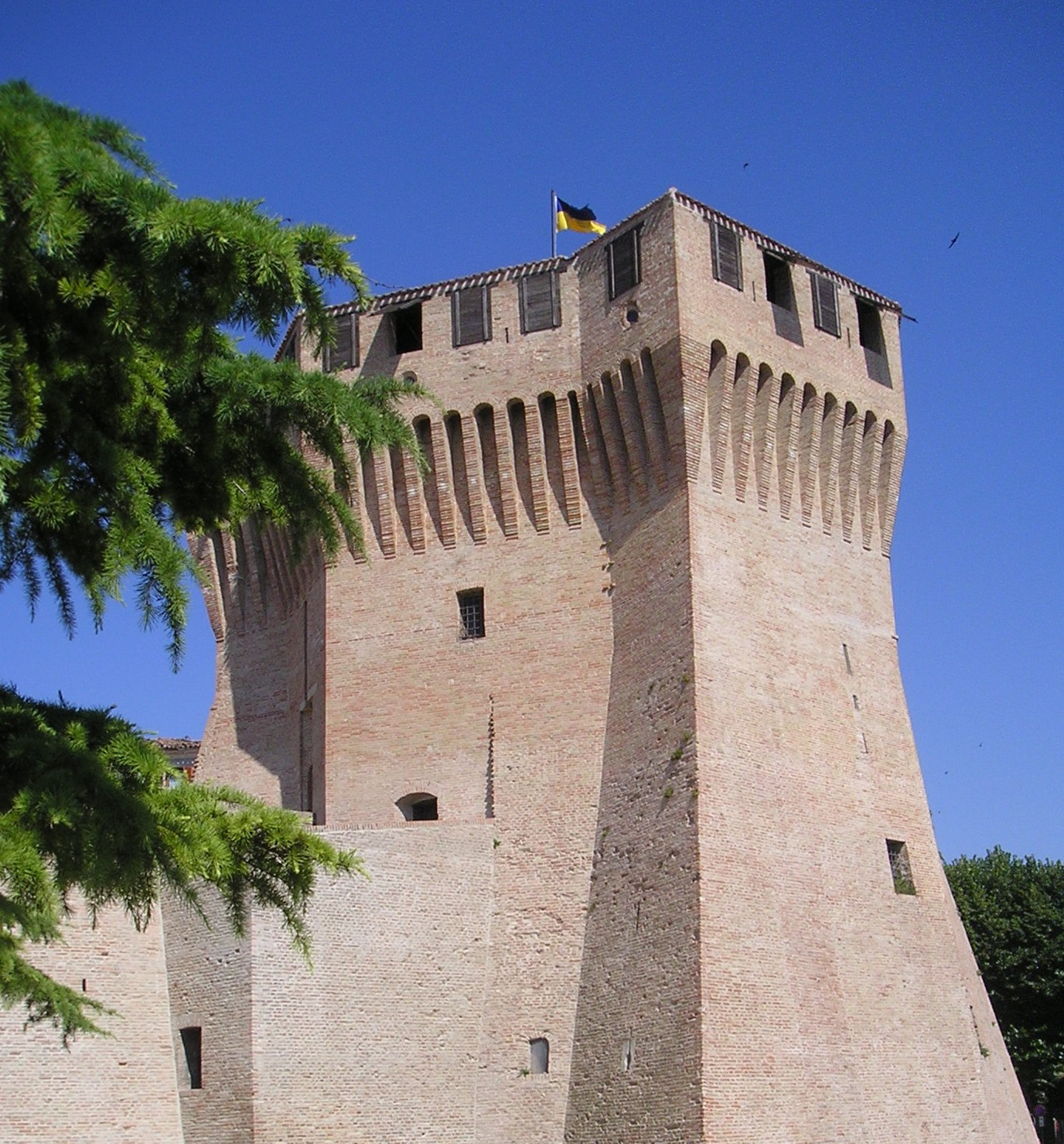
Roca de Mondavio obra de Francesco di Giorgio.

Francesco di Giorgio, realment Francesco di Giorgio Martini (Siena, 14 de novembre 1439 - † ídem, 1501), arquitecte, escultor i pintor italià.
Va ser format com a pintor per Vecchietta (qui també era anomenat Francesco di Giorgio), va començar els seus estudis a Orvieto i des del 1463 a Siena on va partir treballant com subaltern en decoració (Basílica de Sant Francesc), i construcció, especialment en fortificacions. L'any 1490 se li encarrega el model per construir la cúpula de la capella de la Catedral de Milà, la qual va ser projectada el 1490 per Giovanni Antonio Amadeo.
Després del setge de Nàpols l'any 1495 va haver de demostrar tota la seva creativitat i enginy. El seu renom es troba a la seva extraordinària universalitat, on es va alçar a la primera línia dels artistes del renaixement, malgrat no haver tingut un origen grandiós. Va morir l'any 1502 a Siena. El seu Trattato di architettura civile e militare és un dels tractats d'arquitectura més influents de l'època.

## Invents
El 1475 Francesco di Giorgio Martini inventa la que hom considera la primera bomba centrífuga. En els actuals motors refredats per aigua s'usa una bomba centrífuga perquè circuli el líquid refrigerant (aigua més anticongelant).